# ポンサーリー県
ポンサーリー県（ポンサーリーけん）はラオス北部の県。

## 地理
- ポンサーリー県は、中国の雲南省とベトナムのディエンビエン省(旧ライチャウ省。2004年に分離)に挟まれている。
- ポンサーリー県は、山地に位置し（海抜~450-1800m）、比較的涼しい気候である。
- 中国との経済取引が活発になり、材木輸出が増大した結果、県の多くの面積が伐採された。

## 行政区分
1. 02-05 ブンヌア郡（英語版）
2. 02-07 ブンタイ郡（英語版）
3. 02-03 クワー郡（英語版）
4. 02-02 マイ郡（英語版）
5. 02-06 ヨートウー郡（英語版）
6. 02-01 ポンサーリー郡（英語版）
7. 02-04 サムパン郡（英語版）

## 産業
- ポンサーリー県は、ラオスと中国間の取引の主要な地点であり、材木輸出・様々な工業製品の輸入を行っている。
- 県には他の対外投資と一緒に、いくつかの中国の製造企業がある。経済的にも文化的にも中国との結びつきが大きいが、まだまだ道路の整備が遅れている。

## 民族
- ポンサーリー県には、ハニ族とタイダム族が住んでおり、公式には高地ラーオ族（英語版）と呼んでいる。
- 特に県北部に於いてはラオス語ではなくプーノーイ語（英語版）が使用されている。中国雲南省紅河ハニ族イ族自治州のイスラムの回族で話されているイ語と近縁の言語ではあるが、異なった方言話者の間での意思の疎通は困難である。